# Clytus bellus
Clytus bellus är en skalbaggsart som beskrevs av Holzschuh 1998. Clytus bellus ingår i släktet Clytus och familjen långhorningar. Inga underarter finns listade i Catalogue of Life.